# ブルース・クレイン
ロバート・ブルース・クレイン（Robert Bruce Crane、1856年10月17日 - 1937年10月30日）は、アメリカ合衆国の画家である。トーナリズムのスタイルで風景を描いた。

## 略歴
ニューヨークで装飾画家の息子に生まれた。17歳になった時から2年間ニュージャージー州のエリザベスで建築家のもとで製図工として働いた。1876年にニューヨークに戻り、風景画家のアレクサンダー・ヘルウィグ・ワイアントに学び、1878年から1882年の間はアート・スチューデンツ・リーグ・オブ・ニューヨークでも学んだ。1879年にナショナル・アカデミー・オブ・デザインの展覧会に初めて出展した。
フランスへ何度か修行に出て、パリや、多くのアメリカ人画家も活動していたグレ＝シュル＝ロワンでも活動し、フランス人風景画家ジャン＝シャルル・カザン（1841-1901）とも知り合い 影響を受けた 。
アメリカに帰国した後、ニューヨークにスタジオを開き、ニューヨーク州北部のアディロンダック山脈やロングアイランドの海岸、イースト・ハンプトン周辺の地域などの風景画を描いた。1889年にナショナル・アカデミー・オブ・デザインの準会員に選ばれ1901年に正会員に選ばれた。
1904年から夏はコネチカット州の海岸の街、オールド・ライム（Old Lyme）の芸術家村で過ごした。1910年からはニューヨーク州ブロンクスビルに住んだ。1929年から1933年まで、ニューヨークの美術団体、サルマガンディー・クラブ(Salmagundi Club)の会長を務めた。1935年に転倒による骨折で、活動に制限を受け、1937年にブロンクスビルで心臓病のため亡くなった。

## 作品

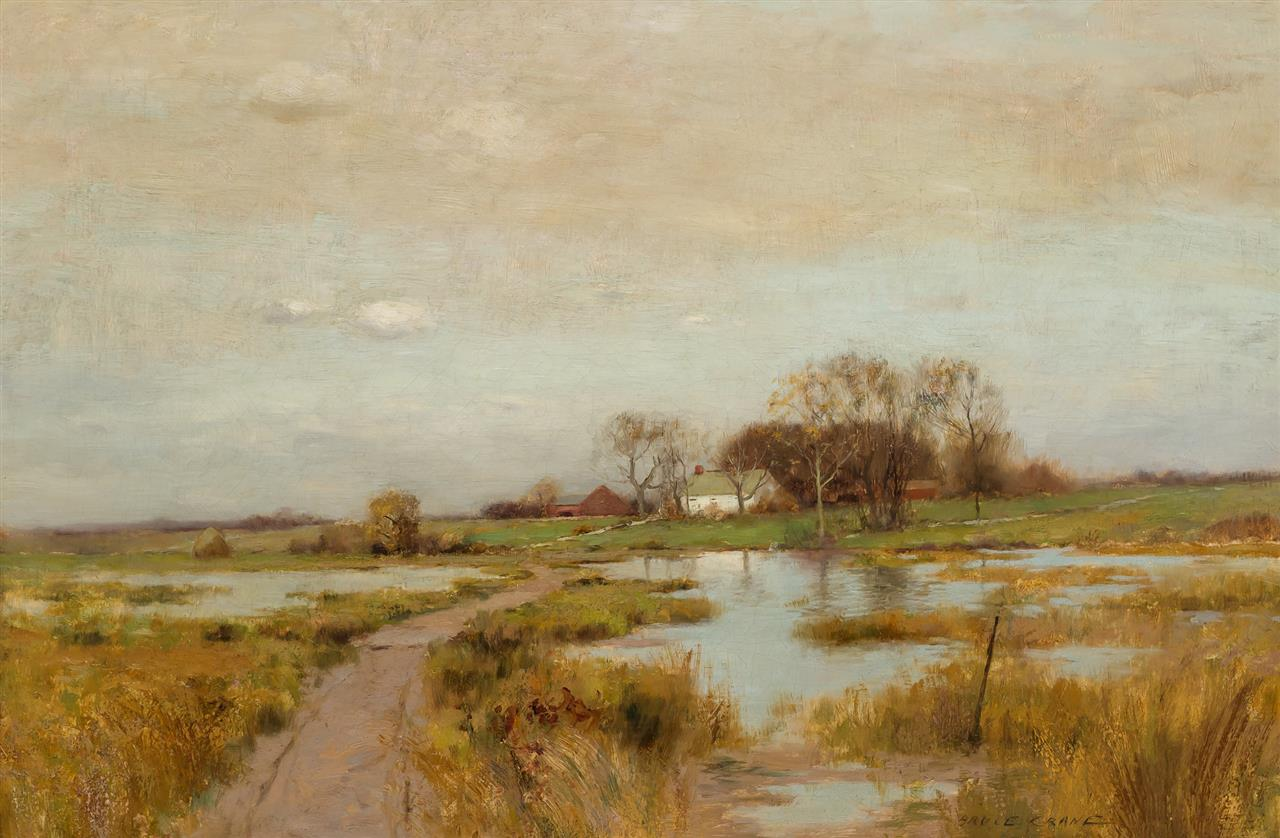
湿地帯の先
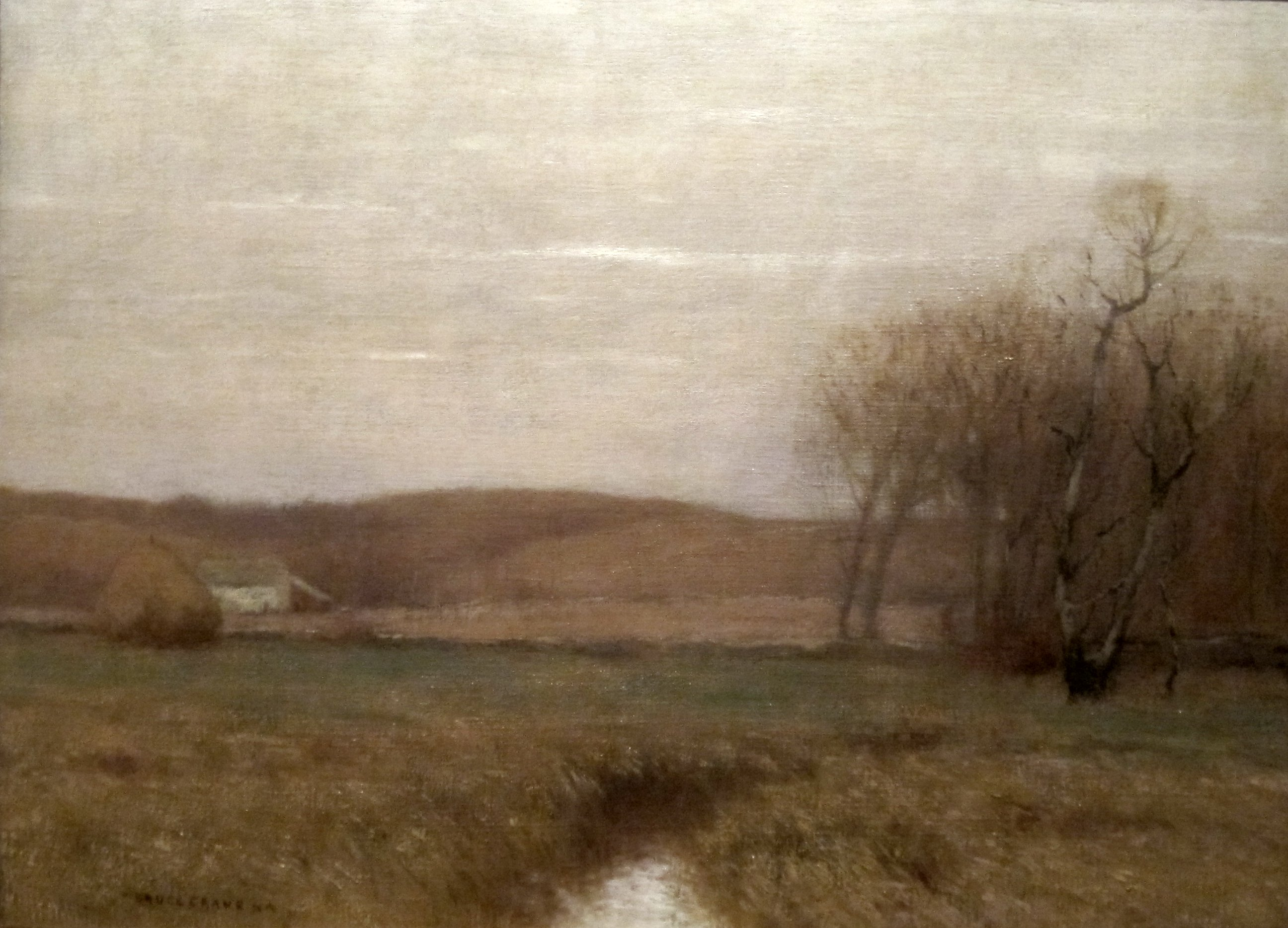
秋の朝 デイトン美術館
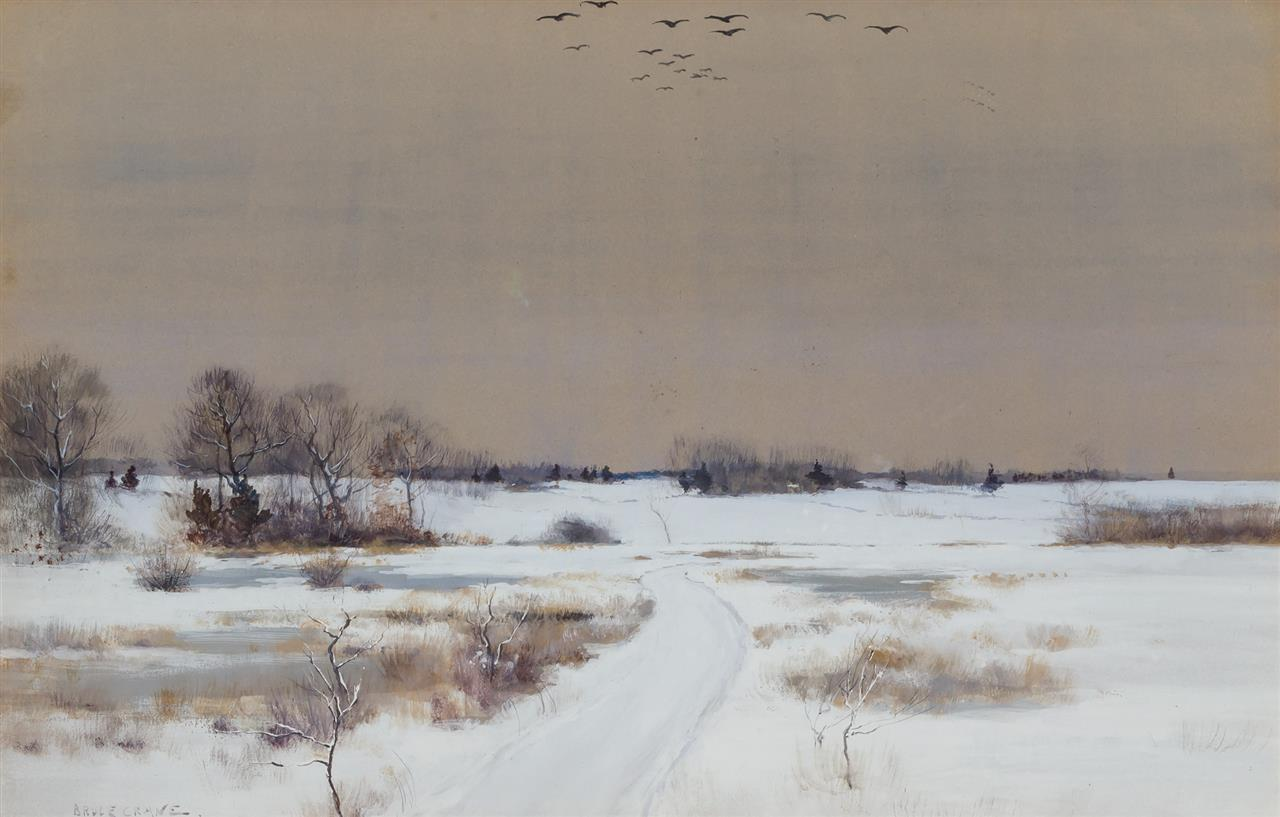
冬の風景 (1890)
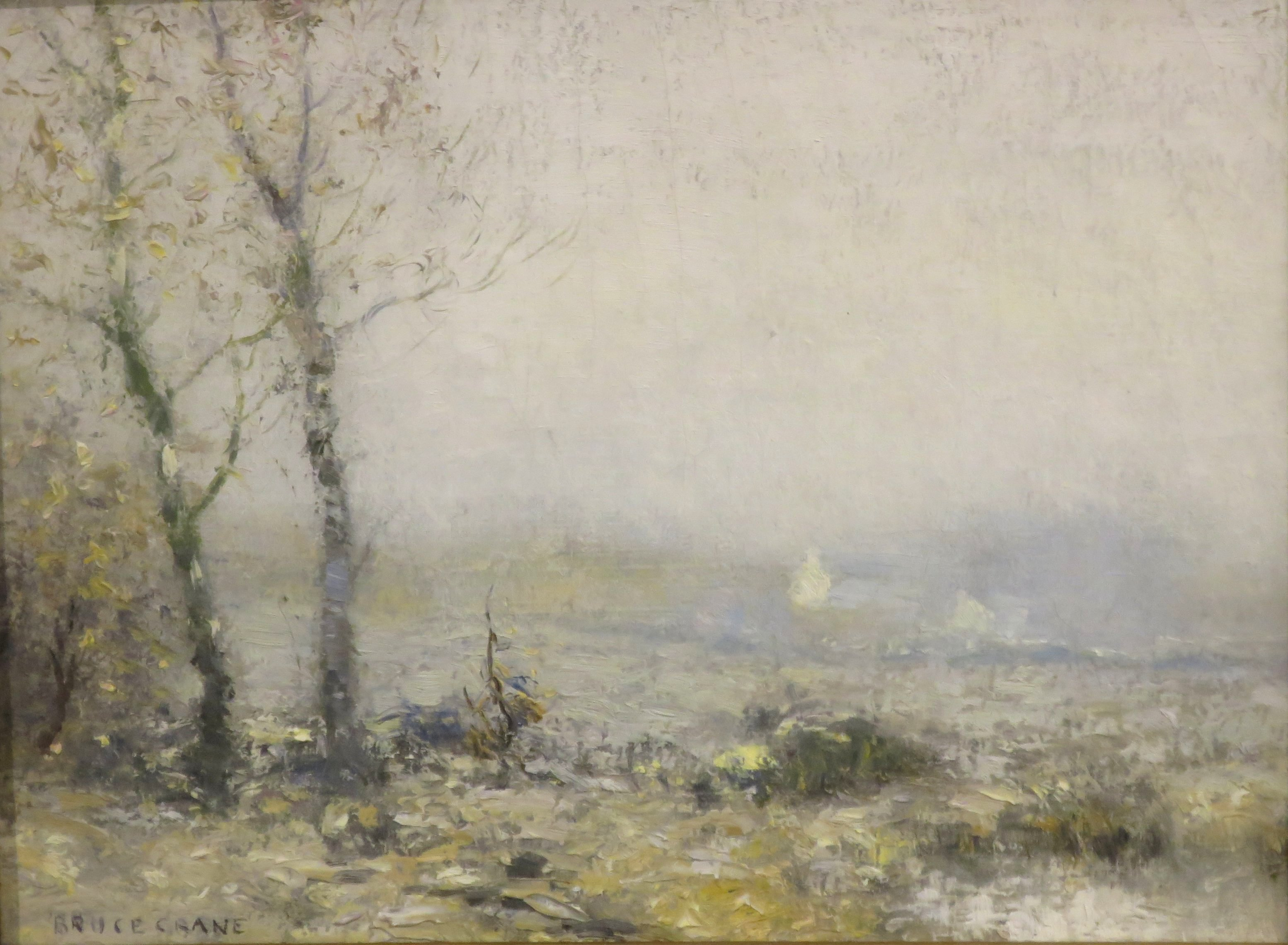
霜に覆われた野原 (c.1900) デイトン美術館
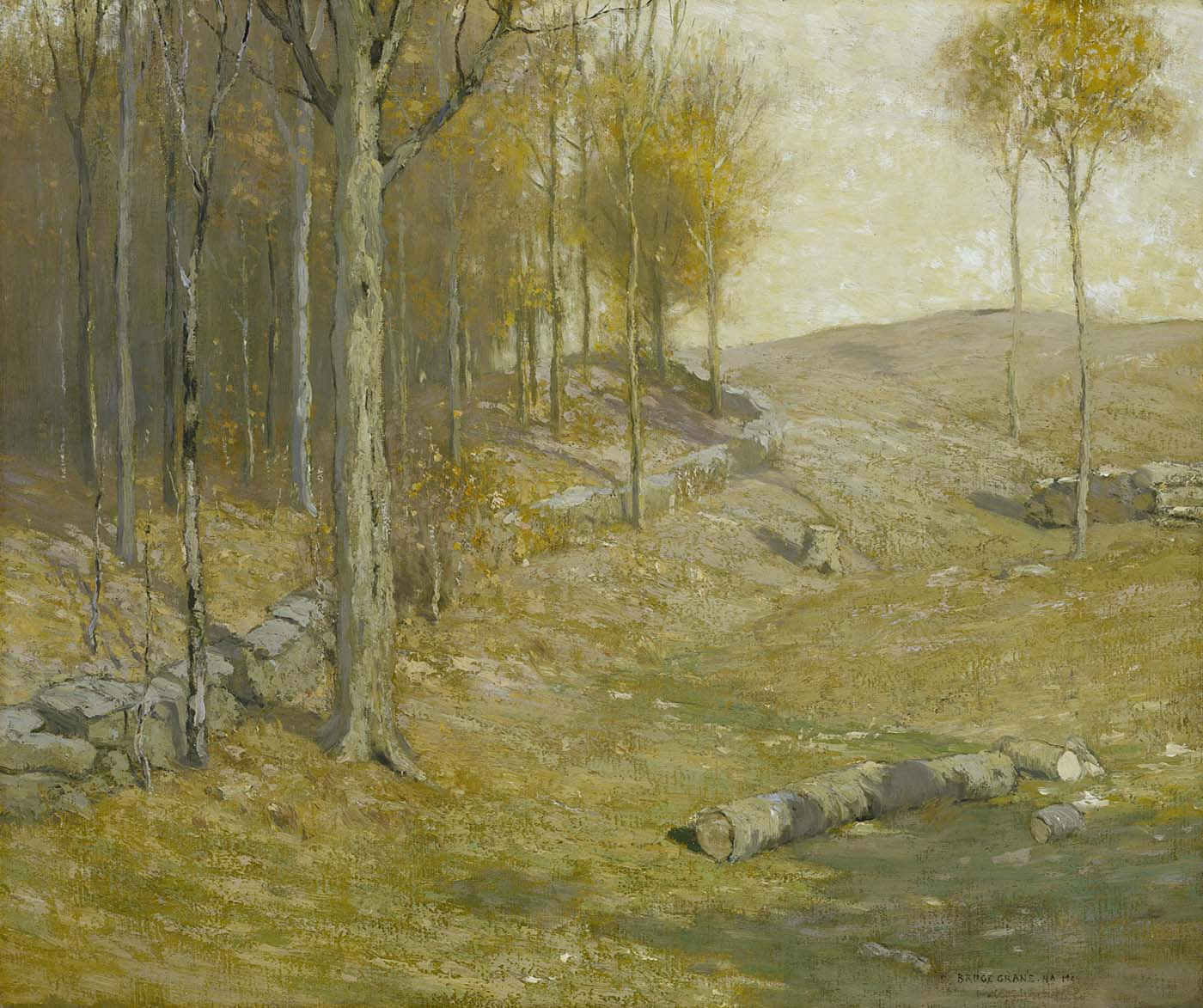
秋 (1909) Smithsonian American Art Museum
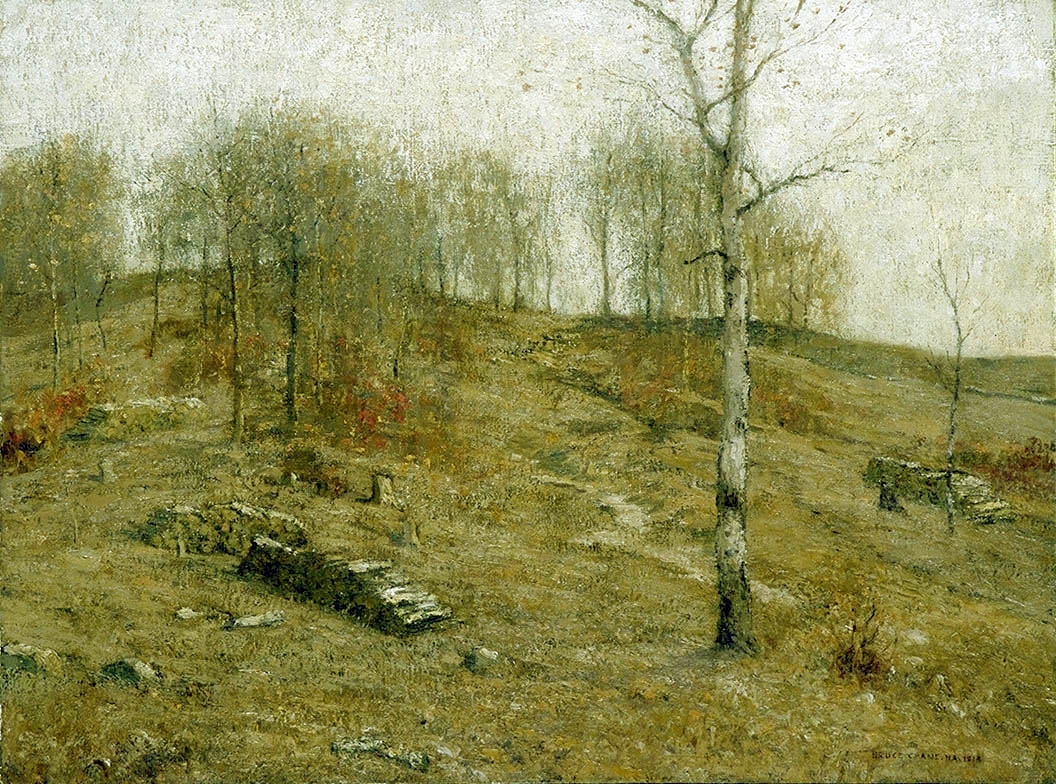
12月の高地 (1919) Smithsonian American Art Museum
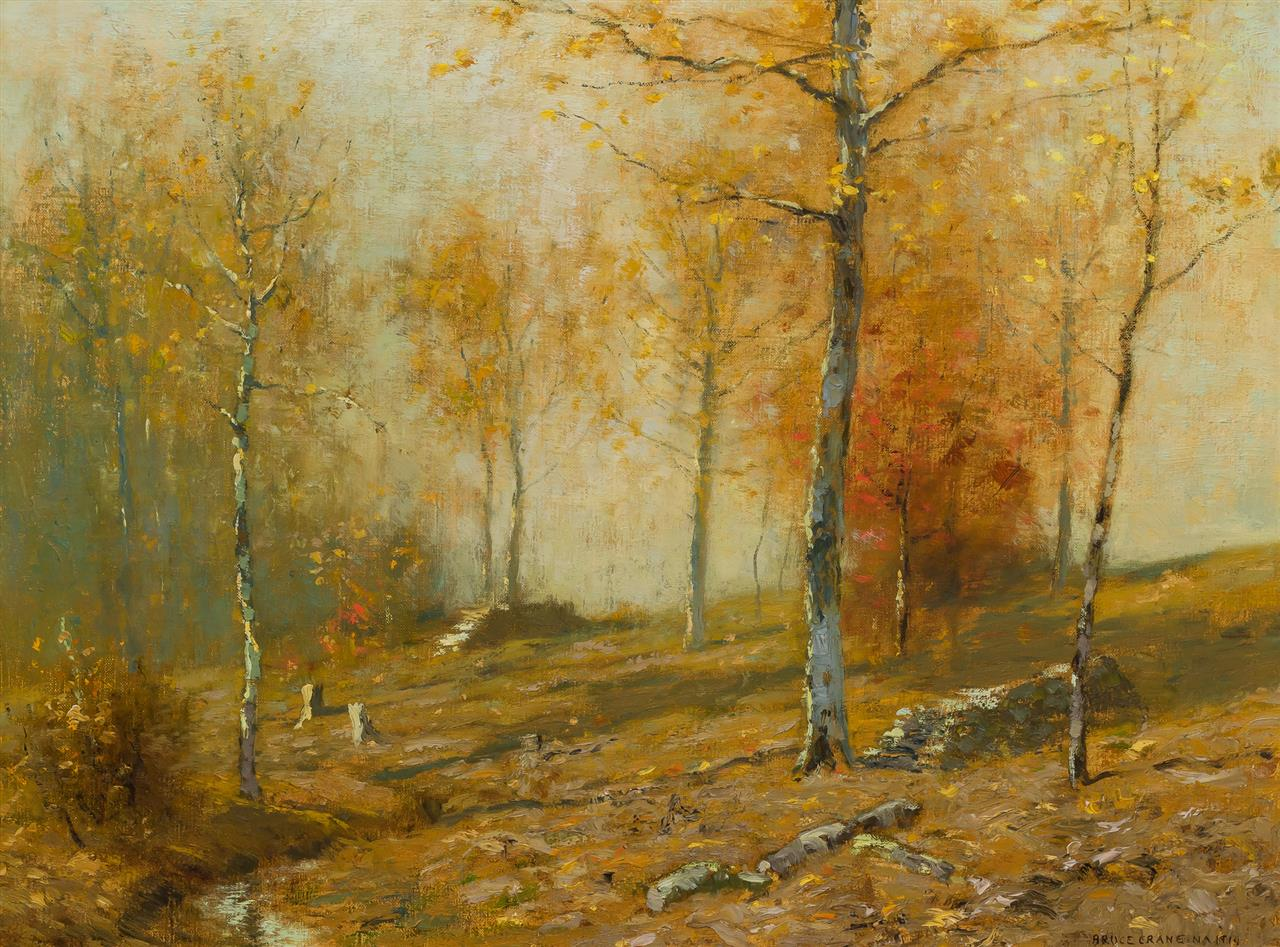
秋の森
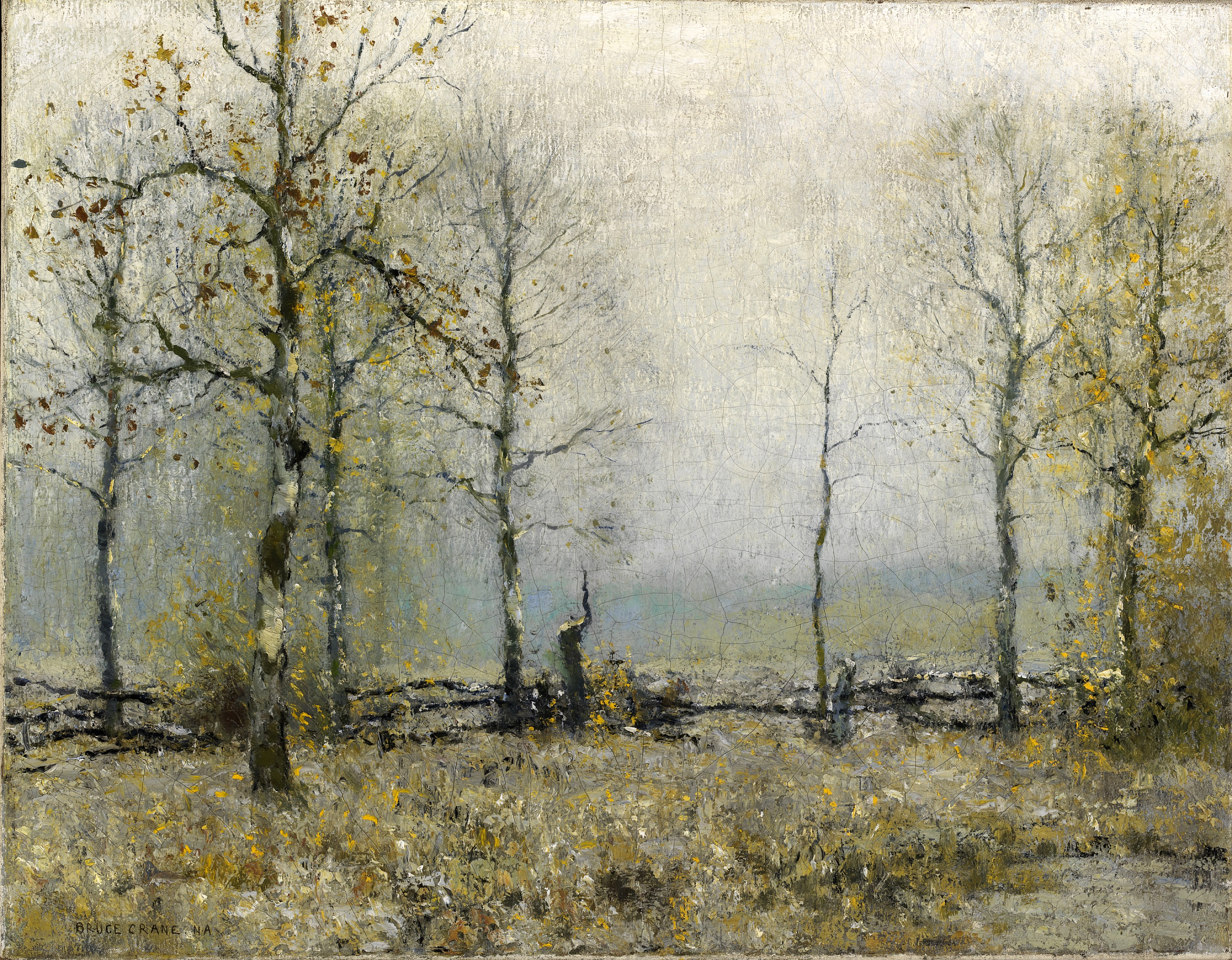
秋の季節 Smithsonian American Art Museum